# Jean Muir
Jean Muir, geboren als Jean Muir Fullarton (13 februari 1911 - 23 juli 1996) was een Amerikaanse actrice.

## Levensloop en carrière
Muir begon haar carrière op Broadway. In 1934 speelde ze naast Paul Muni en Mary Astor in The World Changes. Het was de eerste van zes films waarin ze verscheen in 1934. Tot 1937 speelde ze in drie tot zes films per jaar. Daarna trad ze terug meer op op Broadway en verscheen minder in films. Ze deed auditie voor de rol van Melanie in Gone with the Wind, maar de rol zou naar Olivia de Havilland gaan.
In 1950 acteerde Muir in de televisieserie The Aldrich Family toen bekend geraakte dat zij sympathiseerde met het communisme. Acteurs die hiermee sympathiseerden, werden op een zwarte lijst gezet. Deze zwarte lijst bevatte ook bekende namen zoals Orson Welles, Gypsy Rose Lee, Lee J. Cobb, Marsha Hunt en Gale Sondergaard. Muir was de eerste van alle deze acteurs die haar job verloor. Ze zou pas eind jaren 50 haar comeback maken op Broadway en in televisieseries. Eind jaren 60 stopte ze definitief met acteren.
Muir overleed in 1996 op 85-jarige leeftijd.

## Filmografie (selectie)
- The World Changes, 1934
- A Modern Hero, 1934
- Oil for the Lamps of China, 1935

- Gemeinsame Normdatei: 1163844721
- International Standard Name Identifier: 0000 0000 3085 5270
- Library of Congress Control Number: n87860293
- Nationale Bibliotheek van Israël: 987007454426705171
- SNAC: w6xd28pc
- Virtual International Authority File: 31060959
- WorldCat: E39PBJmP8GjXcK4TQDbQXGDDv3